# 百視達 (俄勒岡州)
百視達（英語：Blockbuster）是一家位於美國俄勒岡州本德的影碟出租店。2019年，它成為全球僅存的最後一家使用百視達品牌的零售店。

## 歷史

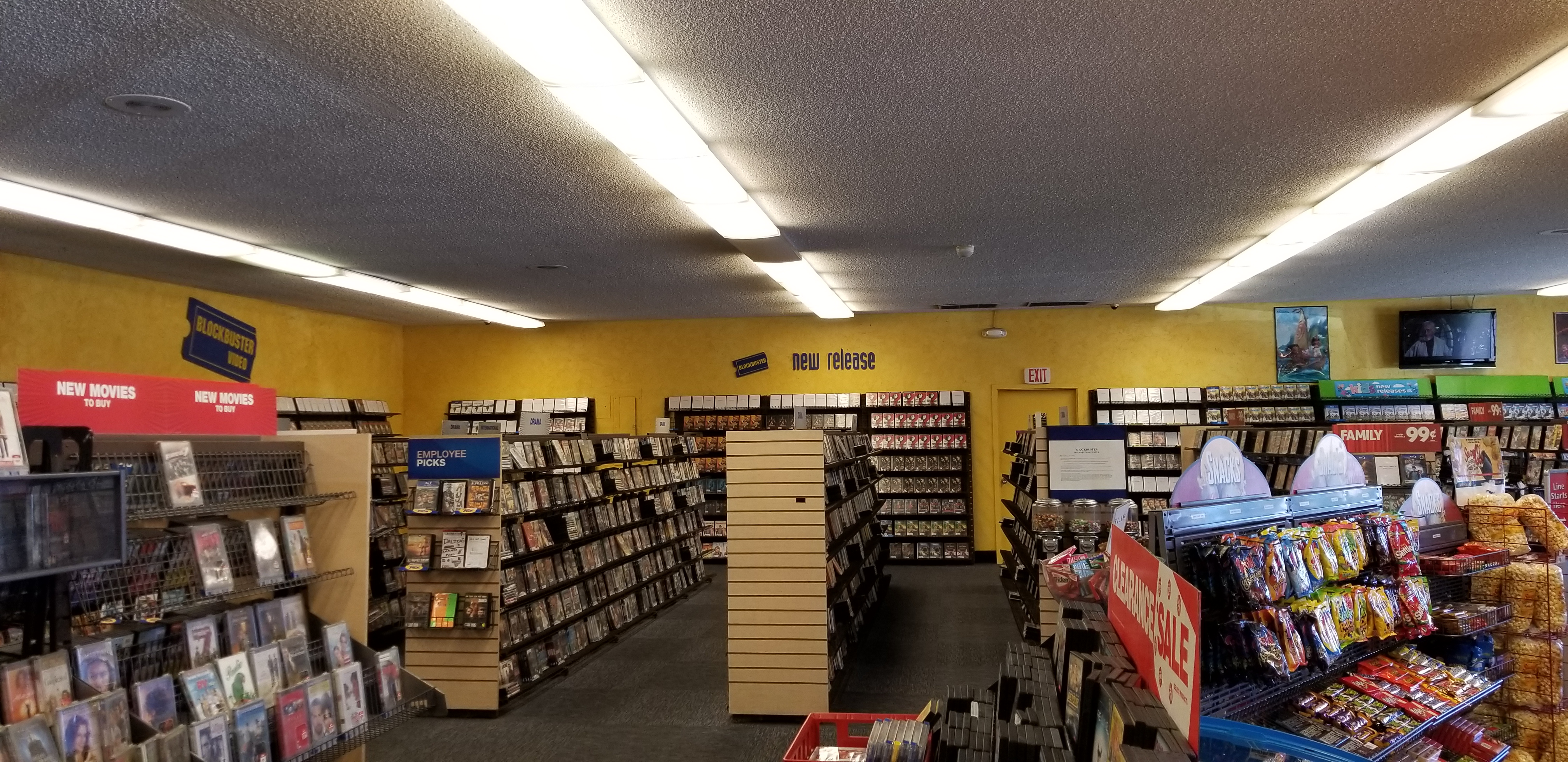
室內，2018年

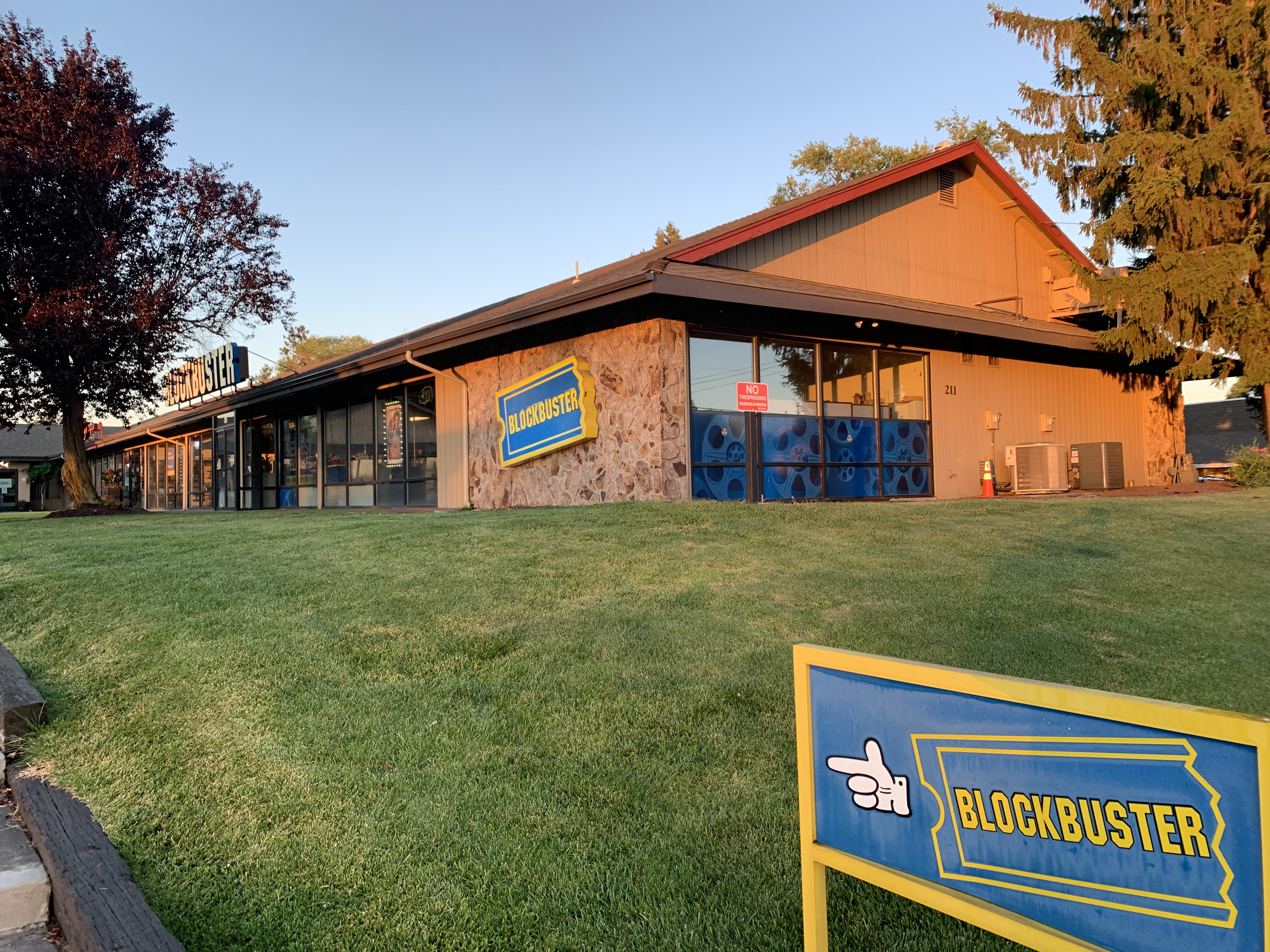
店面和草坪，2022年

該百視達分店位於俄勒岡州本德市的美國俄勒岡州20號公路和雷弗爾大道（Revere Avenue）的交叉口，於1992年由肯恩（Ken）和黛比·蒂舍爾（Debbie Tisher）夫婦開設，作為該州的小型影片租借連鎖店太平洋影像（Pacific Video）的第二家分店。2000年，蒂舍爾將其改為百視達的加盟連鎖店。桑迪·哈丁（Sandi Harding）自2004年以來一直擔任該店的總經理。
由於百視達在2014年初關閉了所有公司擁有的分店，使本德分店成為50家剩餘的加盟連鎖店之一。同時，擁有百視達商標的Dish Network在此後不再授予任何特許經營店使用百視達名稱，這鞏固本德分店作為「最後一家百視達」的地位 。截至2022年12月，「最後的百視達」是北美洲僅存的三家影片租借店之一，其唯一的競爭對手是加拿大的Jumbo Video。2018年，由於澳洲珀斯的百視達倒閉，使本德分店正式成為「世界上最後一家百視達」，隨後便和當地釀酒公司10 Barrel聯合舉辦街區派對，並推出了一款慶祝該店的黑啤，名為「最後的百視達」（帶有紅甘草的風味暗示）。《艾倫·狄珍妮秀》在2019年5月造訪了這家店，進行了一個以隱藏相機為特色的惡作劇單元。
自成為最後一家百視達以來，該地點已成為本德市的熱門旅遊景點。仍然擁有該店的蒂舍爾每年從Dish Network取得百視達商標的授權，這也使得該地點能夠持續使用該名稱銷售商品。該店共存貨約1,200種影片，並估計有4,000名定期租借影片的會員。

2020年，本德的電影製片人以該店舖製作的紀錄片《最後的百視達》，該紀錄片中還訪問包括凯文·史密斯、布萊恩·波塞恩和艾恩·斯姬等各種名人；該紀錄片隨後以DVD、VHS的形式發售和租借，並在Netflix上提供串流播放。
在嚴重特殊傳染性肺炎美國疫情期間，該店家仍持續營運，並沒有裁員。並在於2020年9月通過Airbnb舉辦了一系列的過夜活動。
這家店出現在《蓋酷家庭》第21季的第二集《Bend or Blockbuster》中，成為劇情的核心焦點。由藍道爾·朴、梅麗莎·弗莫洛主演的Netflix情景喜劇《人生百視達》（2022年）則基於一個虛構版本的最後一家百視達為主題。
在2023年，該店在Instagram上發布了一個商業廣告，該廣告首次在第五十七屆超級盃中場秀播出。廣告中展示了一隻孤獨的蟑螂穿越顯示全球大災難後的場景，最終抵達了最後一家仍然開放的百視達。廣告推出後，該店的銷售額有所增加。3月，百視達官方網站重新啟用，並帶有「我們正在為您倒帶您的電影」的資訊。

## 收藏
當前，該店內陳列多件曾屬於演員羅素·克洛的電影紀念品，包括《羅賓漢》的兜帽、括《铁拳男人》的長袍和短褲、《悲慘世界》的背心，以及《美國黑幫》的導演椅(2007)。這些物品是2018年7月位於阿拉斯加州安克雷奇最後一家仍在營運的百視達，在關閉時所贈送的禮物。這些物品最初是捐贈給阿拉斯加商店，用於2018年4月由约翰·奥利弗主持的《上周今夜秀》。

## 另見
- 迷影（英语：Cinephilia）

## 外部連結
- https://bendblockbuster.com/ 官方網站 （页面存档备份，存于）